# Jacky N'Tazambi
Manunu Jacky N'Tazambi (né le 28 octobre 1969 à Kinshasa) est un footballeur international zaïrois, qui évoluait en tant que défenseur central.

## Biographie

### En équipe nationale
Le 25 juin 1989 il joue avec l'équipe du Zaïre, un match face à la Tunisie rentrant dans le cadre des éliminatoires du mondial 1990 (défaite 1-0).

## Carrière de joueur
- 1990 à 1991 :  FC Montceau Bourgogne
- 1991 à 1997 :  Île Rousse
- 1997 à 1998 :  FA Carcacssonne
- 1998 à 1999 :  Rodez AF
- 1999 à 2004 :  Chaumont FC[2]